# 覺羅慶頤
覺羅慶頤（？—？），字石臣、詩臣，号紹伊，滿洲正藍旗人，盛京宗室，清朝政治人物。
覺羅慶頤為同治十二年癸酉科举人，十三年署兵部郎中，光緒十二年（1886年）丙戌科第三甲進士，光緒二十二年（1896年）由兵部郎中改任左庶子。